# Горман (Северна Каролина)
Горман (енгл. Gorman) насељено је место без административног статуса у америчкој савезној држави Северна Каролина.

## Демографија
По попису из 2010. године број становника је 1.011, што је 9 (0,9%) становника више него 2000. године.
| Група             | 2000.       | 2010.       |
| Белци             | 790 (78,8%) | 585 (57,9%) |
| Афроамериканци    | 160 (16,0%) | 136 (13,5%) |
| Азијати           | 1 (0,1%)    | 6 (0,6%)    |
| Хиспаноамериканци | 43 (4,3%)   | 266 (26,3%) |
| Укупно            | 1.002       | 1.011       |